# Lago de Ozarks

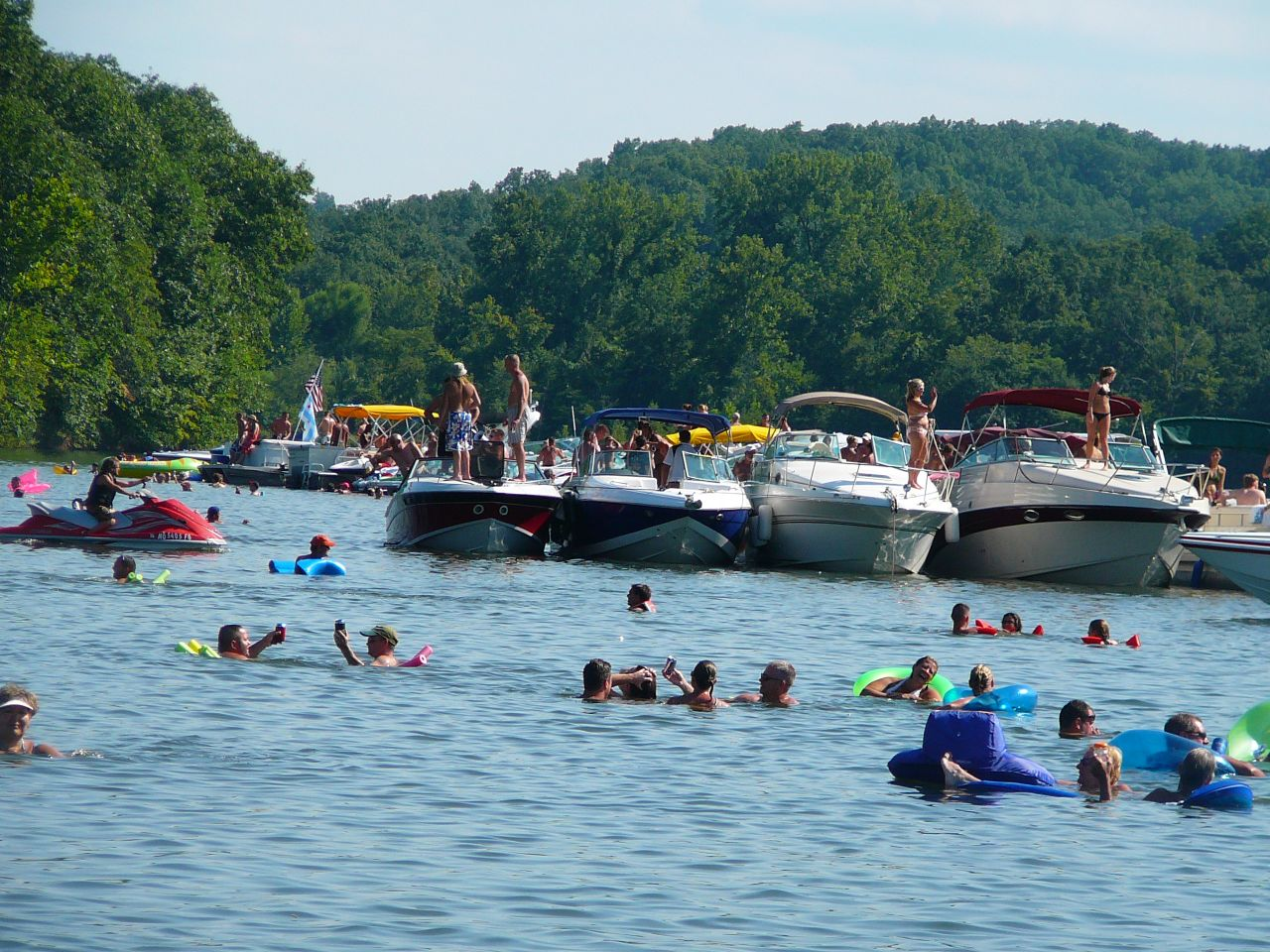
Turistas no Lago de Ozarks

Lago de Ozarks (em inglês:  Lake of the Ozarks) um lago na região dos Montes Ozark, no estado de Missouri, Estados Unidos da América. É formado pela represa do rio Osage. Tem área de 223 km², e um perímetro superior a 1850 km, sendo um ponto turístico importante no Missouri.